# Machos
Machos  este un oraș în Grecia în prefectura Elida.